# Heliga Bebådelsens kyrka, Dubrovnik
Heliga Bebådelsens kyrka (kroatiska: Crkva Svete Blagovijesti, serbiska: Црква sветог благовјештења/Crkva svetog Blagovještenja) är en serbisk-ortodox kyrkobyggnad belägen i statsdelen Gamla stan i Dubrovnik i staden Dubrovnik i Dubrovnik-Neretvas län i Kroatien.  

## Historik
Heliga Bebådelsens kyrka uppfördes åren 1871–1877.
Grunden till dagens serbisk-ortodoxa kyrka i Dubrovniks gamla stad i dåtida Österrike-Ungern lades den 21 maj 1871. Den uppfördes enligt ritningar av arkitekt Emil Vecchietti och kom att tjäna stadens östortodoxa minoritet som år 1930 uppgick till 2 324 personer.
Under det kroatiska självständighetskriget och den påföljande belägringen av Dubrovnik skadades kyrkan svårt av serbisk och montenegrinsk granateld. Bland annat skadades kyrkans tak av två direktträffar.
Åren 2007–2009 restaurerades kyrkan. Arbetena finansierades av den kroatiska staten, Dubrovniks stad, Dubrovnik-Neretvas län, kreditgivare samt genom allmosor från troende.

## Inventarier
Inne i kyrkan finns bland annat ikoner från 1400- och 1500-talet.

## Bilder

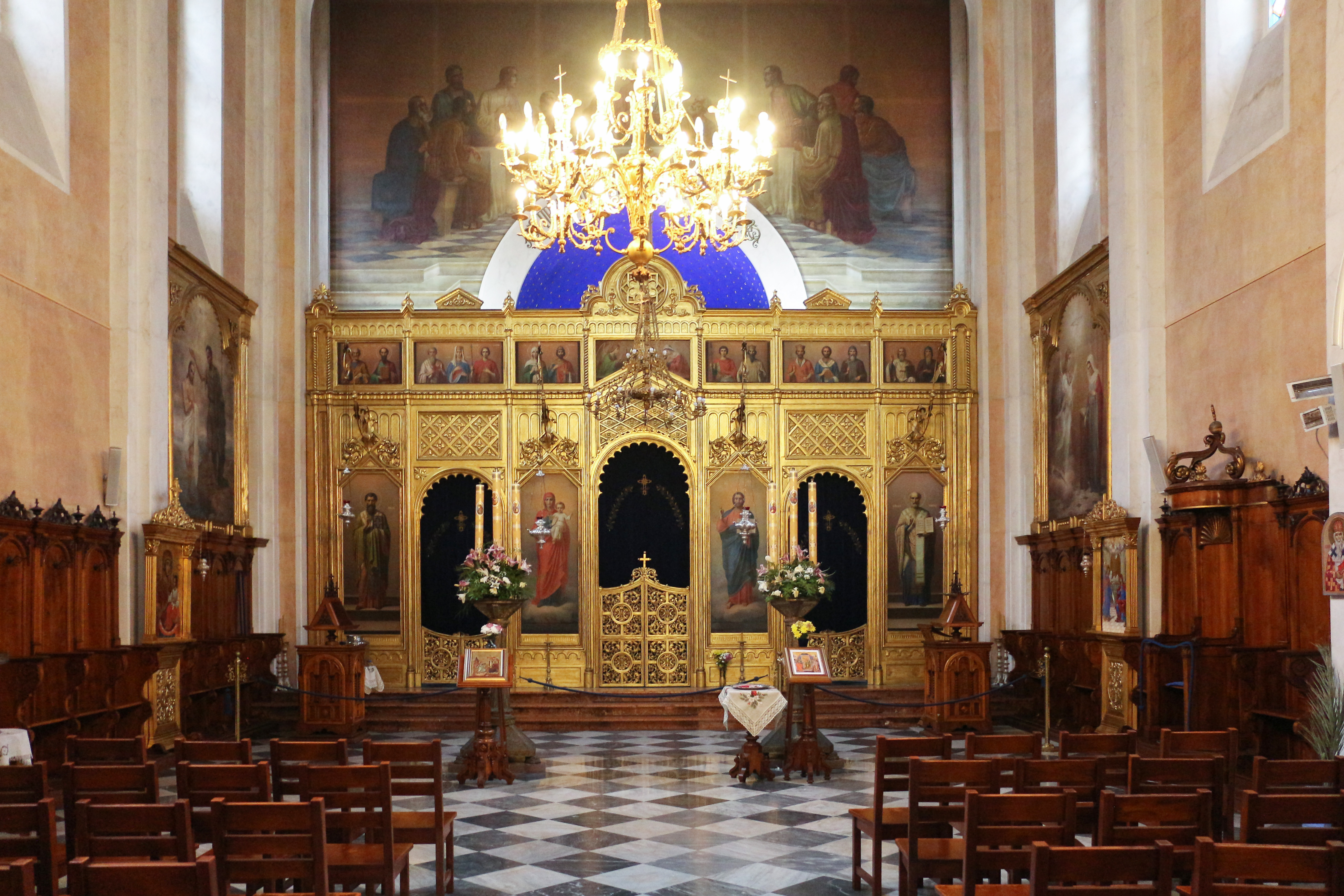
Kyrkans interiör och ikonostasen.
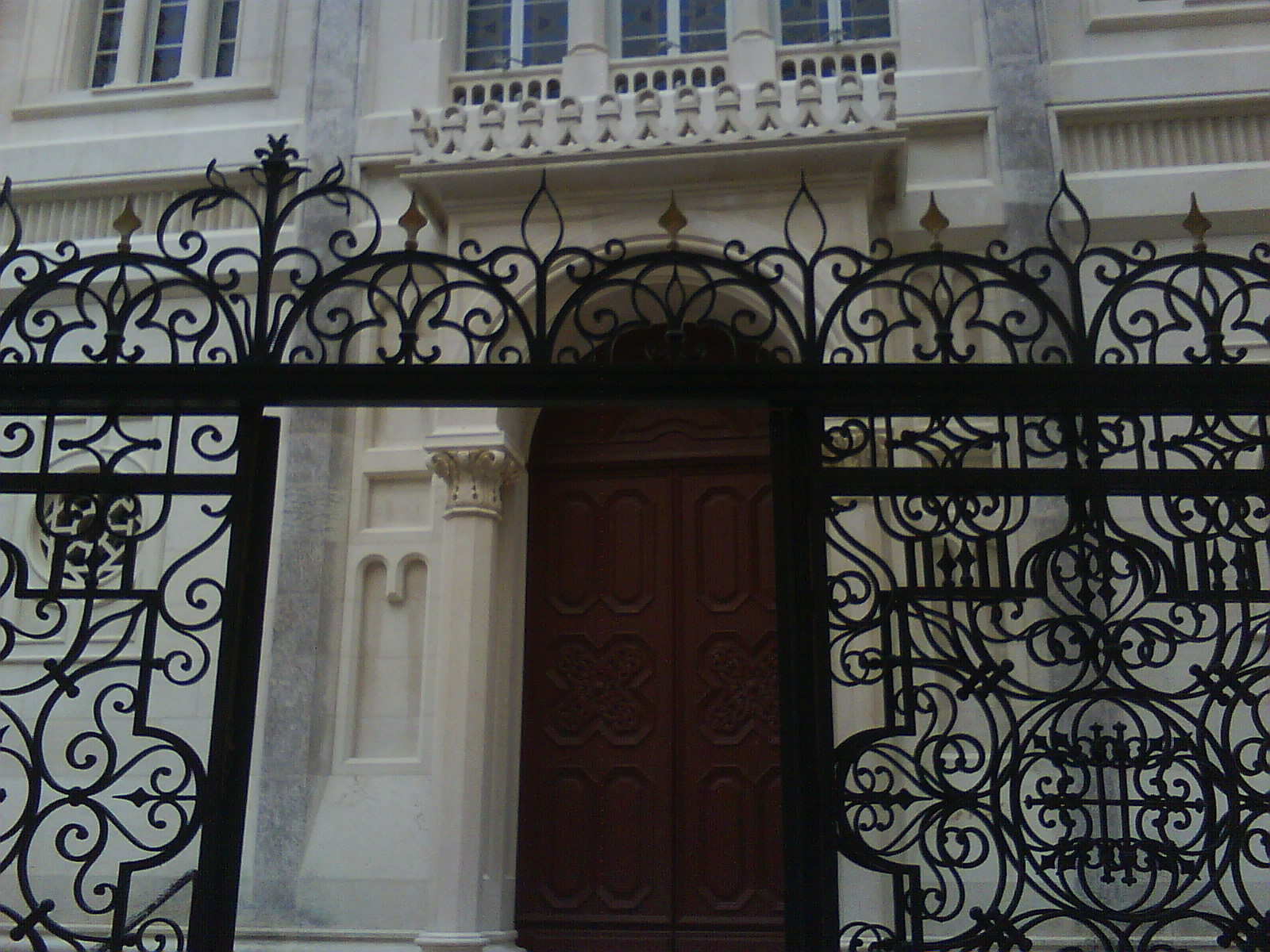
Detaljbild på entrén.
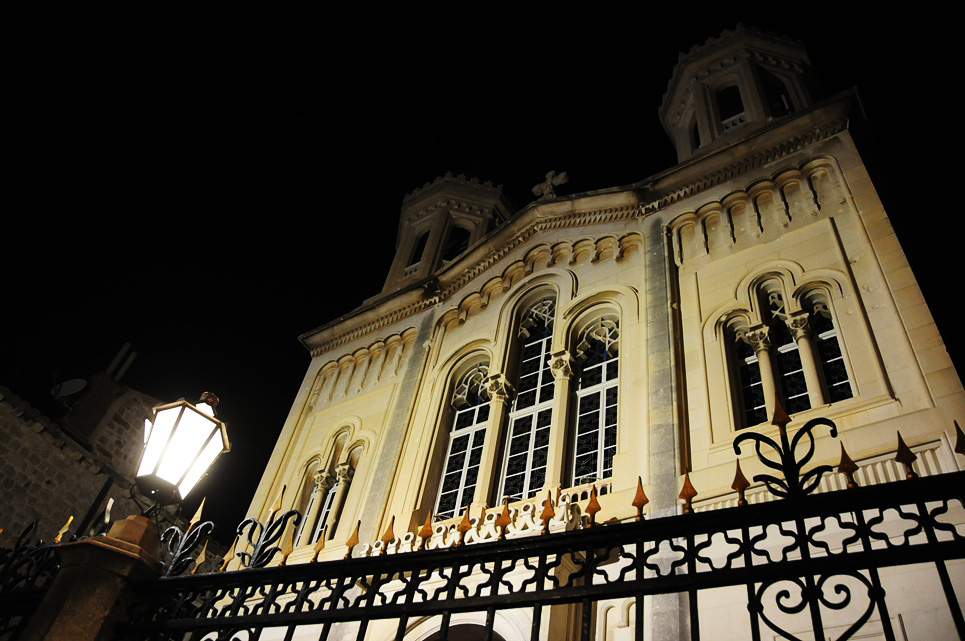
Kyrkan under nattetid.